# Yuki Nohara
Yuki Nohara (jap. 野原 有希, Nohara Yuki; * 10. März 1997 in der Präfektur Saitama) ist ein japanischer Fußballspieler.

## Karriere
Yuki Nohara erlernte das Fußballspielen in der Jugendmannschaft der Kashima Antlers sowie in der Universitätsmannschaft der Asia University. Seinen ersten Vertrag unterschrieb er 2019 beim japanischen Verein FC Tiamo Hirakata in Hirakata. Nach einem Jahr wechselte er 2019 nach Thailand. Hier unterschrieb er einen Vertrag Raj-Pracha FC. Der Verein aus der thailändischen Hauptstadt Bangkok spielte in der dritten Liga, der Thai League 3, in der Lower Region.  Sein Debüt in der dritten Liga gab er am 29. Februar 2020 im Heimspiel gegen den Pathumthani University FC. Hier stand er in der Anfangsformation und spielte die kompletten 90 Minuten. Bis Ende Juni 2020 stand er zweimal für Raj-Pracha in der dritten Liga auf dem Spielfeld. Anfang Juli 2020 unterschrieb er einen Vertrag beim Khon Kaen FC. Mit dem Verein aus Khon Kaen spielte er in der zweiten Liga, der Thai League 2. Sein Zweitligadebüt gab er am 13. September 2020 im Auswärtsspiel gegen den Udon Thani FC. Hier stand er in der Anfangsformation und spielte die kompletten 90 Minuten. Zur Saison 2021/22 wechselte er zu seinem ehemaligen Verein, dem Zweitligaaufsteiger Raj-Pracha FC. Nach 17 Zweitligaspielen für Raj-Pracha wurde sein Vertrag nach der Hinrunde im Dezember 2021 aufgelöst.